# Ricardo Marcelo Fonseca
Ricardo Marcelo Fonseca é professor de História do Direito na Faculdade de Direito da Universidade Federal do Paraná, e professor visitante de História do Direito na Faculdade de Direito da Universidade de Florença. Exerceu o cargo de Reitor da Universidade Federal do Paraná nas gestões 2016-2020 e 2020-2024. É graduado em Direito pela Faculdade de Direito de Curitiba (1990), licenciado e bacharel em História pela Universidade Federal do Paraná (1990), especialista em 'Direito Contemporâneo' (PUC-PR/IBEJ - 1993), mestre em Direito pela Universidade Federal do Paraná (1998) e doutor em Direito pela Universidade Federal do Paraná (2001). Pós-doutorado na Universidade de Florença, Itália.
Atual Diretor da Faculdade de Direito da Universidade Federal do Paraná, Presidente do Instituto Brasileiro de História do Direito e Coordenador Acadêmico do Instituto Latino-americano de História do Direito, coordena o Núcleo de Pesquisa História, Direito e Subjetividade, que desenvolve pesquisas nas áreas de história da cultura jurídica e crítica da subjetividade moderna.
Criou e lidera a Escola de Curitiba, grupo de pesquisa em História do Direito.
Sua produção é influenciada pelos trabalhos de Paolo Grossi, António Manuel Hespanha e Michel Foucault.

### Cargos
- Diretor do Setor de Ciências Jurídicas da Universidade Federal do Paraná (2008 - 2012).
- Reitor da Universidade Federal do Paraná (Primeiro Mandato: 2016 - 2020).

### Livros e Publicações
- Introdução Teórica à História do Direito. Curitiba, 2009.
- Discurso e direito: discursos do direito. Florianópolis, 2006.
- Crítica da modernidade: diálogos com o direito. Florianópolis, 2005.
- Repensando a teoria do Estado. Belo Horizonte, 2004.
- Modernidade e contrato de trabalho: do sujeito de direito à sujeição jurídica. São Paulo, 2002.